# Jean-Kévin Duverne
Jean-Kévin Duverne (París, 12 de julio de 1997) es un futbolista haitiano que juega de defensa en el F. C. Nantes de la Ligue 1.

## Trayectoria
Comenzó su carrera deportiva en el RC Lens II en 2014, pasando a formar parte del primer equipo en 2016.
Con el Lens debutó, en la Ligue 2, el 5 de agosto de 2016, frente al Tours FC.

### Stade Brestois
En 2019 fichó por el Stade Brestois 29 de la Ligue 1.

## Clubes
| Club                    | País    | Año       |
| ----------------------- | ------- | --------- |
| R. C. Lens II           | Francia | 2014-2016 |
| R. C. Lens              | Francia | 2016-2019 |
| Stade Brestois 29       | Francia | 2019-2023 |
| F. C. Nantes            | Francia | 2023-act. |
| K. V. Kortrijk (cedido) | Bélgica | 2025      |